# Степи (село)
Степи (Калнаине; латыш. Stepi) — населённый пункт в Валкском крае Латвии. Административный центр Звартавской волости. Находится на реке Степупе у автодороги P23 (Валка — Виреши). Расстояние до города Валка составляет около 46 км. По данным на 2015 год, в населённом пункте проживало 140 человек. Есть волостная администрация, дом культуры, библиотека, почтовое отделение, магазин.

## История
В советское время населённый пункт был центром Звартавского сельсовета Валкского района.